# Zodariellum
Zodariellum là một chi nhện trong họ Zodariidae.

## Các loài
Các loài trong chi này gồm:
- Zodariellum asiaticum (Tyschchenko, 1970)
- Zodariellum bekuzini (Nenilin, 1985)
- Zodariellum chaoyangense (Zhu & Zhu, 1983)
- Zodariellum cirrisulcatum (Denis, 1952)
  - Zodariellum cirrisulcatum longispina (Denis, 1952)
- Zodariellum continentale (Andreeva & Tyschchenko, 1968)
- Zodariellum furcum (Zhu, 1988)
- Zodariellum inderensis Ponomarev, 2007
- Zodariellum mongolicum Marusik & Koponen, 2001
- Zodariellum nenilini (Eskov, 1995)
- Zodariellum proszynskii (Nenilin & Fet, 1985)
- Zodariellum sahariense (Denis, 1959)
- Zodariellum schmidti Marusik & Koponen, 2001
- Zodariellum sericeum (Denis, 1956)
- Zodariellum serraferum Lin & Li, 2009
- Zodariellum spinulosum (Denis, 1966)
- Zodariellum subclavatum (Denis, 1952)
- Zodariellum sungar (Jocqué, 1991)
- Zodariellum surprisum Andreeva & Tyschchenko, 1968 *
- Zodariellum sytchevskajae (Nenilin & Fet, 1985)
- Zodariellum tibesti (Jocqué, 1991)
- Zodariellum volgouralensis Ponomarev, 2007
- Zodariellum zavattarii (Caporiacco, 1941)